# Кобяк, Олег Витальевич
Олег Витальевич Кобя́к (род. 21 июня 1973, Минск, БССР) — белорусский социолог, доктор социологических наук. Специалист в области экономической социологии, социологии труда и социологического моделирования.

## Биография
Родился 21 июня 1973 года в Минске в семье учителей. В 1990 г. окончил Минскую общеобразовательную школу № 1 и музыкальную школу — десятилетку по классу баяна, обе с отличием.
В 1995 г. окончил философско-экономический факультет Белорусского государственного университета по специальности «Социология» с квалификацией социолог, преподаватель социологии и общественно-политических дисциплин, с отличием.
В 2005 г. получил дополнительное образование – окончил специализированный факультет по переподготовке и повышению квалификации руководящих работников и специалистов народного хозяйства РБ по иностранным языкам Минского государственного лингвистического университета по специальности «Английский язык». В этом же году поступил в аспирантуру Института социологии Национальной Академии наук Беларуси. Был среди первых аспирантов, удостоенных стипендии Президента Республики Беларусь для талантливых  молодых ученых.
В 25 лет защитил кандидатскую диссертацию. В 27 лет получил аттестат доцента Высшей аттестационной комиссии Республики Беларусь. В 2016 году защитил докторскую диссертацию.

## Научная деятельность
С 1998 по 2005 годы работал в Институте социологии Национальной академии наук Беларуси. В 1999 году исполнял обязанности учёного секретаря этого института. В 2006 году был заведующим сектором общественно-функциональных инноваций в Институте экономики НАН Беларуси. С ноября 2006 по октябрь 2011 года – заместитель директора по научной работе Минского научно-исследовательского института социально-экономических проблем. С ноября 2011 по апрель 2013 года – директор этого института. С ноября 2013 года обучается в докторантуре на кафедре социологии Белорусского государственного университета.

## Педагогическая деятельность
Педагогическую деятельность в качестве преподавателя начал в 1995 году в Минском ПТУ № 107 строителей. В 1998 году по просьбе Брестского областного управления образования и руководства Кобринского художественного училища Олег Витальевич принял участие в работе творческой группы по разработке комплектов учебно-программной документации (УПД) по предметам общественно-гуманитарного цикла, причем  на общественных началах.
В новый 1998/99 учебный год Кобринское училище начало работать в новом статусе – Высшее профессиональное училище (ВПУ).
С  1999 по 2002 г. Олег Витальевич работает старшим научным сотрудником в Институте социологии НАН Беларуси.
В июле 2002 г. его назначают заведующим сектором социологии труда и экономической социологии.
В 2003 г. – заведующий сектором социальной демографии и в 2005 г. он становится ведущим научным сотрудником  Института социологии НАН Беларуси.
2006 г. – заведующий сектором общественно-функциональных инноваций.
С 2006 г. – заместитель директора по научной работе Минского научно-исследовательского института социально экономических проблем (МНИИСЭП) при Минском городском исполнительном комитете.
Работал в качестве доцента и профессора в Минском городском институте развития образования (МГИРО), Институте управления и предпринимательства, Академии парламентаризма и предпринимательства, Международном гуманитарно-экономическом институте, Институте современных знаний.
Входит в состав Государственной экзаменационной комиссии, принимающей выпускные экзамены по специальности "Социология" (в качестве председателя комиссии) и "Экономика предприятия" (в качестве члена комиссии) в Международном гуманитарно-экономическом институте.
Осуществляет научное руководство аспирантами и магистрантами. Подготовил 2 кандидатов социологических наук и 1 магистра экономических наук.

## Научные труды
Опубликовано более 100 научных работ, среди которых 4 индивидуальных монографии и более 20 статей. Автор и соавтор ряда учебных пособий по экономической социологии для студентов ВУЗов с грифом Министерства образования Республики Беларусь.